# Église Saint-Victor de Gravières
Pour les articles homonymes, voir Église Saint-Victor.
L'église Saint-Victor est une église catholique située à Gravières, dans le département de l'Ardèche.

## Description
Église romane pour les parties les plus anciennes. Agrandie et remaniée jusqu'au début du XVIe siècle.

## Protection
L 'église Saint-Victor de Gravières fait l’objet d’un classement au titre des monuments historiques depuis le 11 juillet 1907.

## Galerie de photos

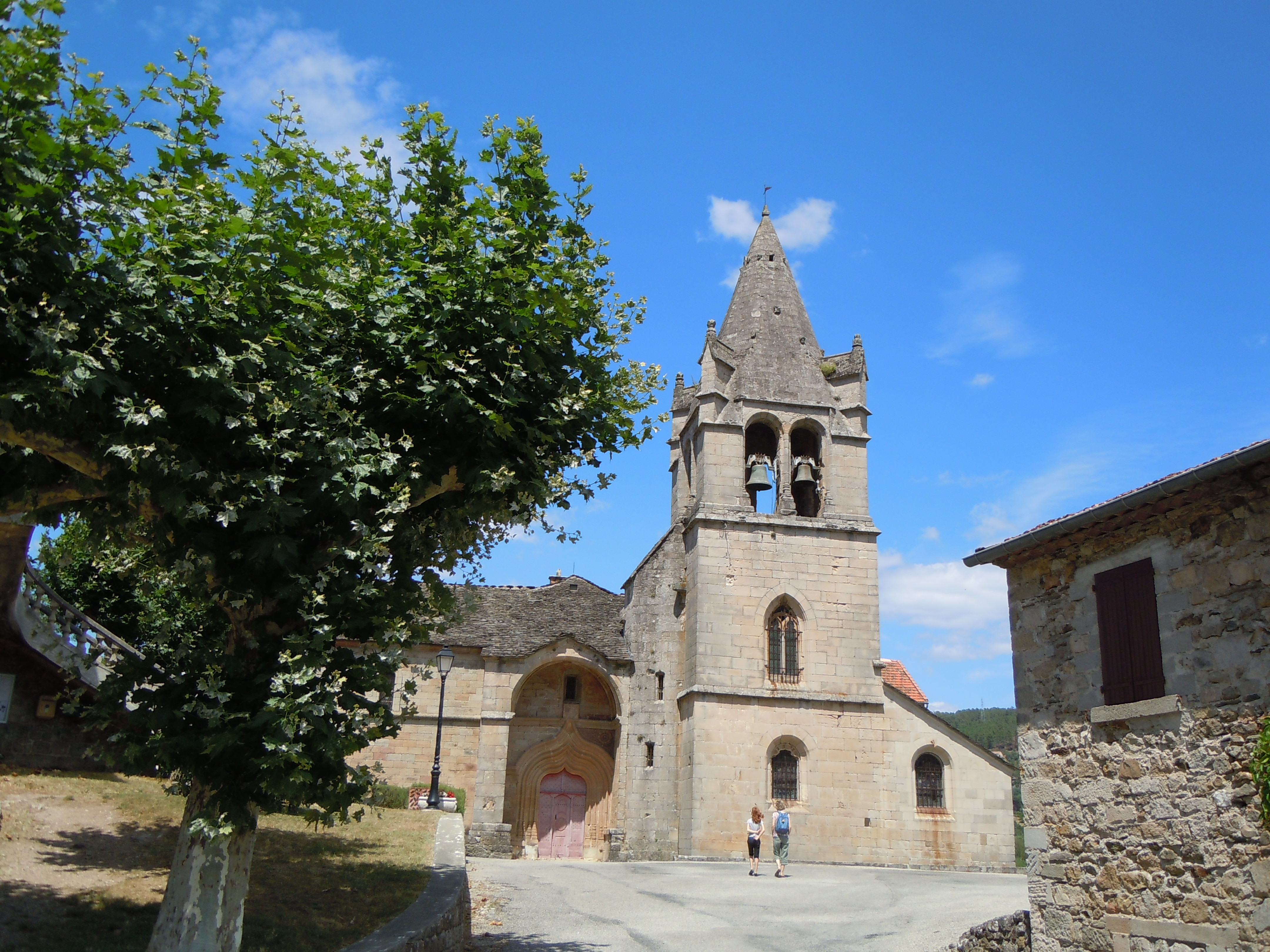
Clocher de l'église.
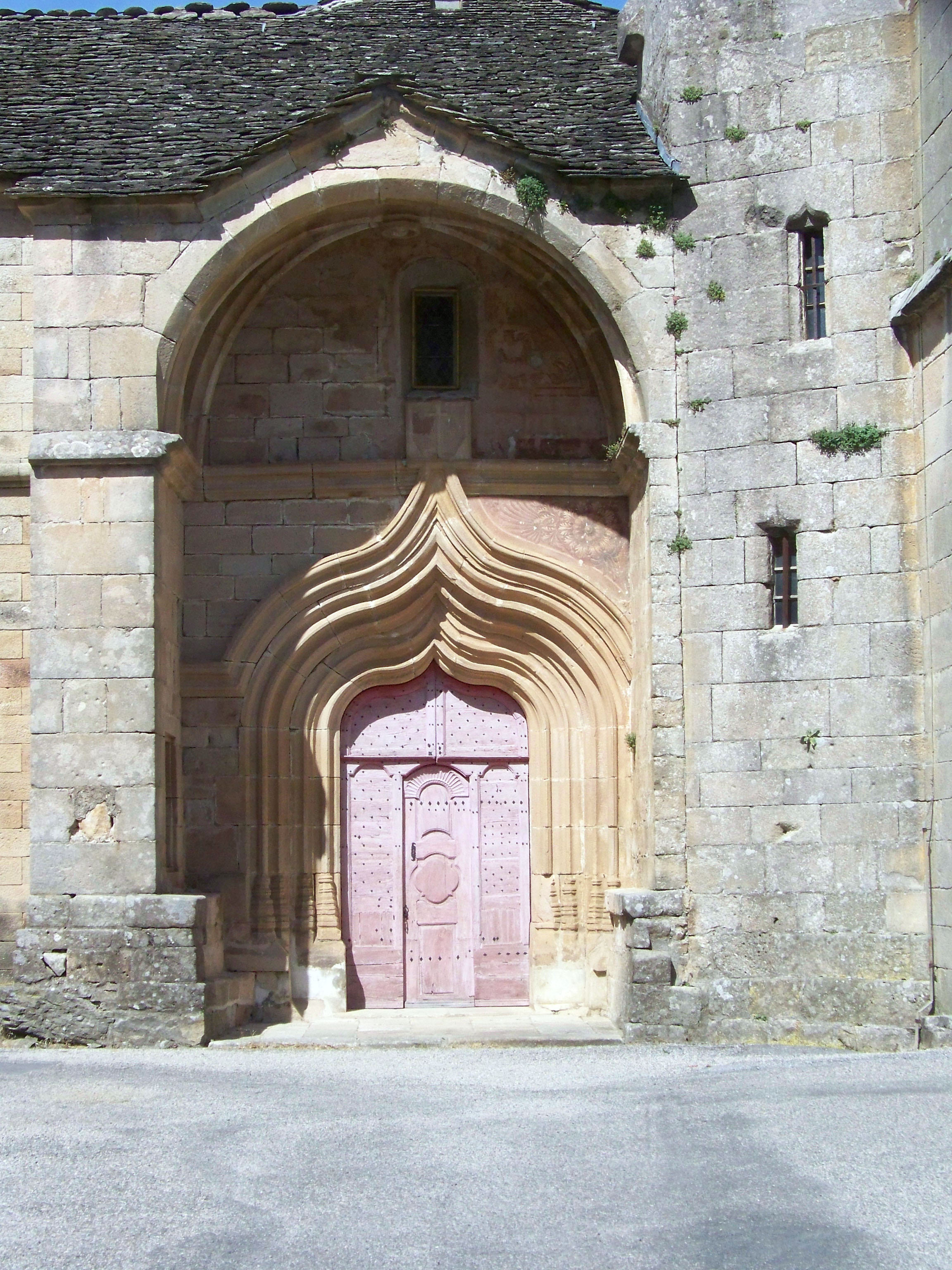
Le porche.